# Goruia
Goruia is een Roemeense gemeente in het district Caraș-Severin.
Goruia telt 901 inwoners.